# Zenon Czechowski
Zenon Czechowski (ur. 19 listopada 1946 w Poznaniu, zm. 17 listopada 2016 tamże) – polski kolarz szosowy, uczestnik igrzysk olimpijskich w 1968 (6. miejsce w jeździe drużynowej). Kapitan reprezentacji Polski na Wyścig Pokoju. Zawodnik Lecha Poznań 1961–1972 (w latach 1966–1967, podczas służby wojskowej reprezentował Legię Warszawa). Pochowany na cmentarzu Górczyńskim w Poznaniu (kwatera VPf-5-17).

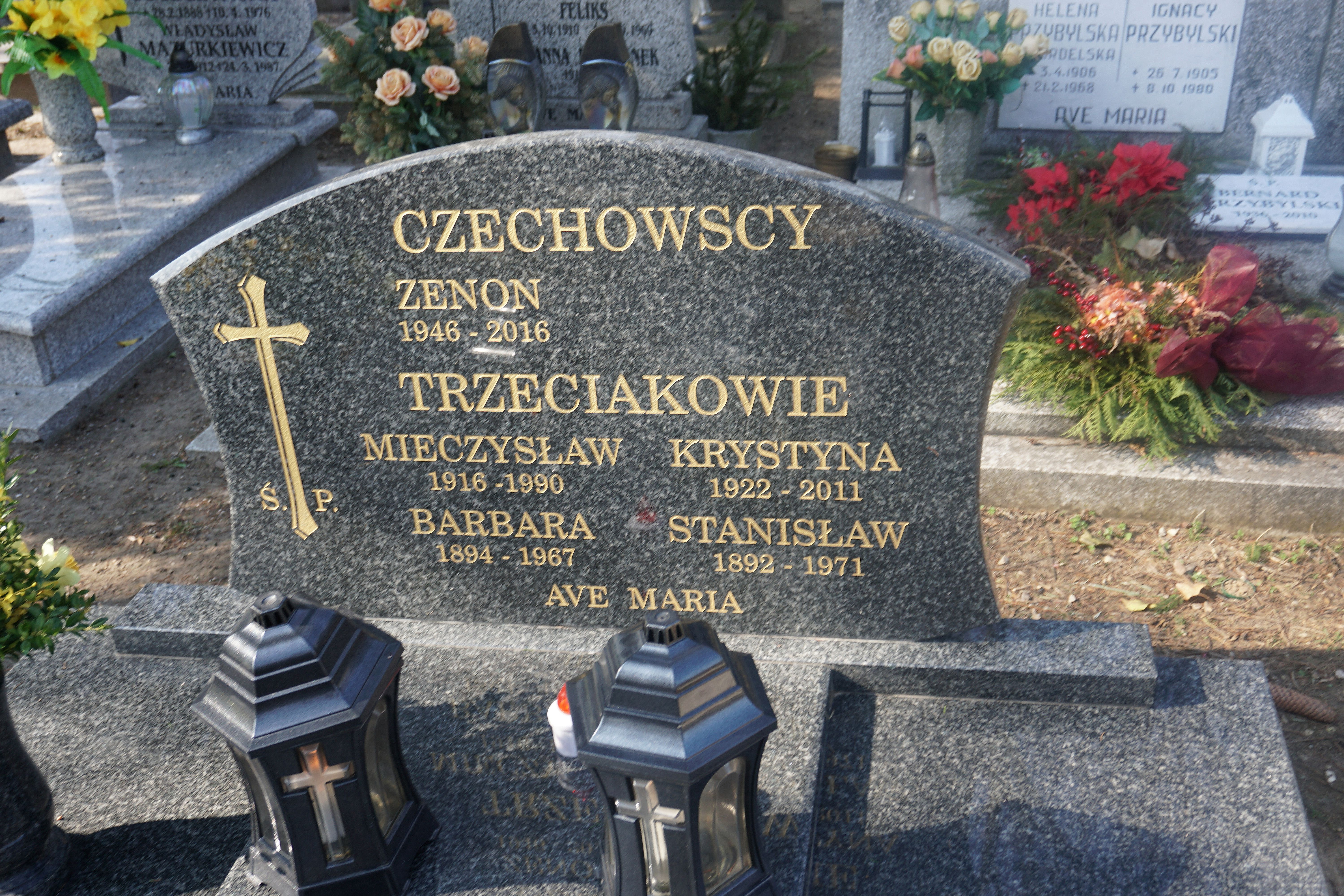
Grób Zenona Czechowskiego na cmentarzu Górczyńskim

## Sukcesy
- Mistrz Polski w jeździe drużynowej (1966, 1967)
- Wicemistrz Polski w szosowym wyścigu indywidualnym (1967)
- Brązowy medalista mistrzostw Polski: indywidualnie (1969) i dwójki (1970)
- 5-krotny uczestnik Wyścigu Pokoju: 1967 (17. miejsce), 1968 (10.), 1969 (23.), 1970 (6.), 1971 (2.)[3]
- Członek zwycięskich drużyn polskich w Wyścigu Pokoju: 1967, 1968, 1970
- 5-krotny uczestnik mistrzostw świata (1966, 1967, 1969, 1970, 1971); najlepsze miejsce: 15. indywidualnie (1969) i 7. drużynowo (1967)